# Conflicto socioambiental por proyectos inmobiliarios en Tunquén
El conflicto socioambiental por proyectos inmobiliarios en Tunquén, hace referencia a uno de los conflictos ambientales de Chile, el cual tiene lugar en la localidad de Tunquén, comuna de Algarrobo, Región de Valparaíso. 
La playa grande de Tunquén, un valioso espacio ecológico que alberga diversos ecosistemas, como el Humedal de Tunquén y el ecosistema dunar, está amenazada por un proyecto inmobiliario que comenzó en 2015. El proyecto, llevado a cabo por la Inmobiliaria Punta de Gallo SpA (ahora Las Olas SpA), consiste en el loteo o subdivisión de 80 parcelas en una superficie de 50 hectáreas en el área denominada “La Ventana”, en la parte sur de la playa. Este proyecto se ubica cercano a tres Santuarios de la Naturaleza: Santuario de la Naturaleza "Humedal de Tunquén”, Santuario de la Naturaleza “Playa Tunquén - Quebrada Seca” y Santuario de la Naturaleza “Playa Sur de Tunquén”. 
La Fundación Tunquén Sustentable, conformada por habitantes locales, ha logrado retrasar el proyecto mediante acciones legales y denuncias a la Superintendencia de Medio Ambiente, institución que confirmó que el proyecto debe pasar por el Sistema de Evaluación de Impacto Ambiental (SEIA) y obtener una Resolución de Calificación Ambiental para ser ejecutado.

## Patrimonio natural afectado
La playa grande de Tunquén, compuesta por un amplio campo dunar y un humedal que desemboca al norte de la playa, está amenazada por un proyecto inmobiliario que inició sus obras loteando el área denominada “La Ventana”, en la parte sur de la misma playa. Se trata de un espacio cuyo valor ecológico radica en la coexistencia de fragmentos de diferentes ecosistemas tales como el Humedal de Tunquén, formado por el curso de agua denominado estero Casablanca, las praderas de inundación y la zona estuarina, localizada en la desembocadura de dicho estero, y el ecosistema dunar, donde se desarrollan formaciones vegetacionales características del bosque y matorral esclerófilo costero, con numerosas especies en estado de conservación
Dentro del componente de vegetación afectado, fiscalizaciones de CONAF realizadas durante el año 2021 constataron que la empresa llevó a cabo corta de bosque nativo sin contar con un Plan de Manejo Forestal que lo autorizara. Específicamente, las especies afectadas fueron litre (Lithraea caustica), boldo (Peumus boldus) y molle (Schinus molle).
Además, se contabilizaron 27 especies nativas de flora vascular dentro de la zonificación del loteo, y más de 233 especies en toda el área de Tunquén, por lo que este espacio litoral posee una valiosa biodiversidad vegetal. Entre las especies destacadas, se encuentra Alstroemeria hookeri subsp. Recumbens, planta herbácea endémica en categoría de conservación Preocupación Menor.

## Principales hitos
La subdivisión de parcelas se lleva a cabo desde el año 2015, por la Inmobiliaria Punta de Gallo SpA, hoy denominada Las Olas SpA, luego de la aprobación por la Dirección de Obras Municipales de Algarrobo para modificar deslindes. Consistió en una subdivisión de 80 parcelas en el predio rol 278- 22, sobre una superficie de 50 hectáreas, distribuidas en 44,9 ha para  viviendas y 5,1 ha para vialidad, áreas verdes y esparcimiento. El proyecto está emplazado en una zona de extensión urbana según el Plan Regulador Intercomunal de Valparaíso, pero se ubica de forma contigua al Santuario de la Naturaleza “Playa Tunquén - Quebrada Seca”, declarado como tal en el año 2021 para preservar la coexistencia de fragmentos de diferentes ecosistemas: playa, dunas, y las denominadas "Laguna Seca” y “Quebrada Seca”, con presencia de bosque y matorral esclerófilo costero.
Gracias a la acción de Fundación Tunquén Sustentable, compuesta por habitantes de la zona, el proyecto pudo ser retrasado por medio de diversas acciones. Durante 2021 y 2022, se realizaron dos denuncias a la Superintendencia de Medio Ambiente por posible elusión al Sistema de Evaluación de Impacto Ambiental (SEIA), debido a que el proyecto tendría un alto impacto en la vegetación y fauna nativa, en el patrimonio arqueológico identificado en el sector y en el humedal “Laguna Seca”, en proceso de trámite para ser declarado como Humedal Urbano por el Ministerio del Medio Ambiente.La Superintendencia de Medio Ambiente fiscalizó lo denunciado y confirmó que el proyecto requiere contar con una Resolución de Calificación Ambiental para proceder, ya que ocasionaría afectación sobre los objetos de protección y conservación presentes en el área del proyecto, como la zona de protección de cauces naturales y valor paisajístico determinado en el Plan Regulador Metropolitano de Valparaíso (PREMVAL) y el Santuario de La Naturaleza “Playa Tunquén - Quebrada Seca”.
Por otro lado, la organización interpuso un recurso de protección contra las inmobiliarias del proyecto, con fecha 24 de noviembre de 2021 (Rol 49070- 2021) ante la Corte de Apelaciones de Valparaíso, presentando antecedentes que demostraban una presunta elusión al SEIA. El recurso fue acogido por la Corte de Apelaciones, que ordenó detener la ejecución del proyecto hasta que el proponente obtuviese la aprobación medioambiental correspondiente. En septiembre de 2023, la zona sur de la playa de Tunquén fue declarada Santuario de la Naturaleza, en respuesta al esfuerzo y trabajo de las comunidades de esta localidad, liderado por la Fundación Tunquén Sustentable.
Esta declaratoria de protección contribuye a la voluntad de mantener este espacio costero libre de proyectos inmobiliarios, evitando iniciativas que hubiesen tenido gran impacto, como el caso del proyecto “Arenas de Tunquén”, de Inmobiliaria Punta de Gallo SpA, que contemplaba la construcción de 198 viviendas en el área.La Fundación Tunquén Sustentable ha señalado, además, que no solo la expansión inmobiliaria amenaza los ecosistemas de la playa de Tunquén, ya que los microbasurales, el turismo no controlado, la extracción de agua y la afectación de sitios arqueológicos, entre otros, son también motivo de riesgo para el cuidado de este espacio en el litoral central.